# Вішерський ВТТ

Вішерський ВТТ

Вішерський ВТТ (рос. Вишерский ИТЛ, Вишлаг, Вишерлаг) — виправно-трудовий табір, організований в 1928—1929 рр. на базі Вішерського відділення Соловецького ВТТ ОГПУ в Пермській області. Дислокація: селище Мала Вижаїха Уральської області (нині місто Красновішерськ Пермського краю), село Вижаїха.

Закритий 26 липня 1934.

## Підпорядкування
ОГПУ, УЛАГ-ГУЛАГ ОГПУ і ПП ОГПУ по Уральській області з моменту виникнення УЛАГа.

## Виконувані роботи
- лісозаготівлі,
- будівництво Красновішерського ЦБК «Вишхімз» ім. т. Менжинського,
- дорожнє будівництво, обслуговування радгоспів, підрядні роботи на заводах: «Хімбуд», «Сєверохім», Березниківському, Уралбудтреста, суперфосфатному та ін.,
- громадянське будівництво, виробництво ширвжитку.

## Відомі в'язні
- Шаламов Варлам Тихонович — письменник